# Bleckwand
Die Bleckwand ist ein Berg, der sich südlich des Wolfgangsees in den Salzkammergut-Bergen befindet. Von 1541 m ü. A. bietet der Gipfel ein gutes Panorama, das vom Wolfgangsee über den felsigen Sparber, das Wieslerhorn, den Pitschberg, den Windkogel, den Schafberg bis hin zum viel bekannteren Zwölferhorn reicht.

## Beschreibung
Die Bleckwand ist bis oben hin bewaldet. Nach Norden zum Wolfgangsee hin fällt der Berg schroff in einer steilen Flanke ab.
Auf der Bleckwand steht ein Gipfelkreuz, das von Einheimischen 1947 aus Dank für die Heimkehr aus sowjetischer Kriegsgefangenschaft aufgestellt wurde. Der eigentliche Gipfel des Berges befindet sich in den Bäumen etwas südöstlich des Kreuzes.

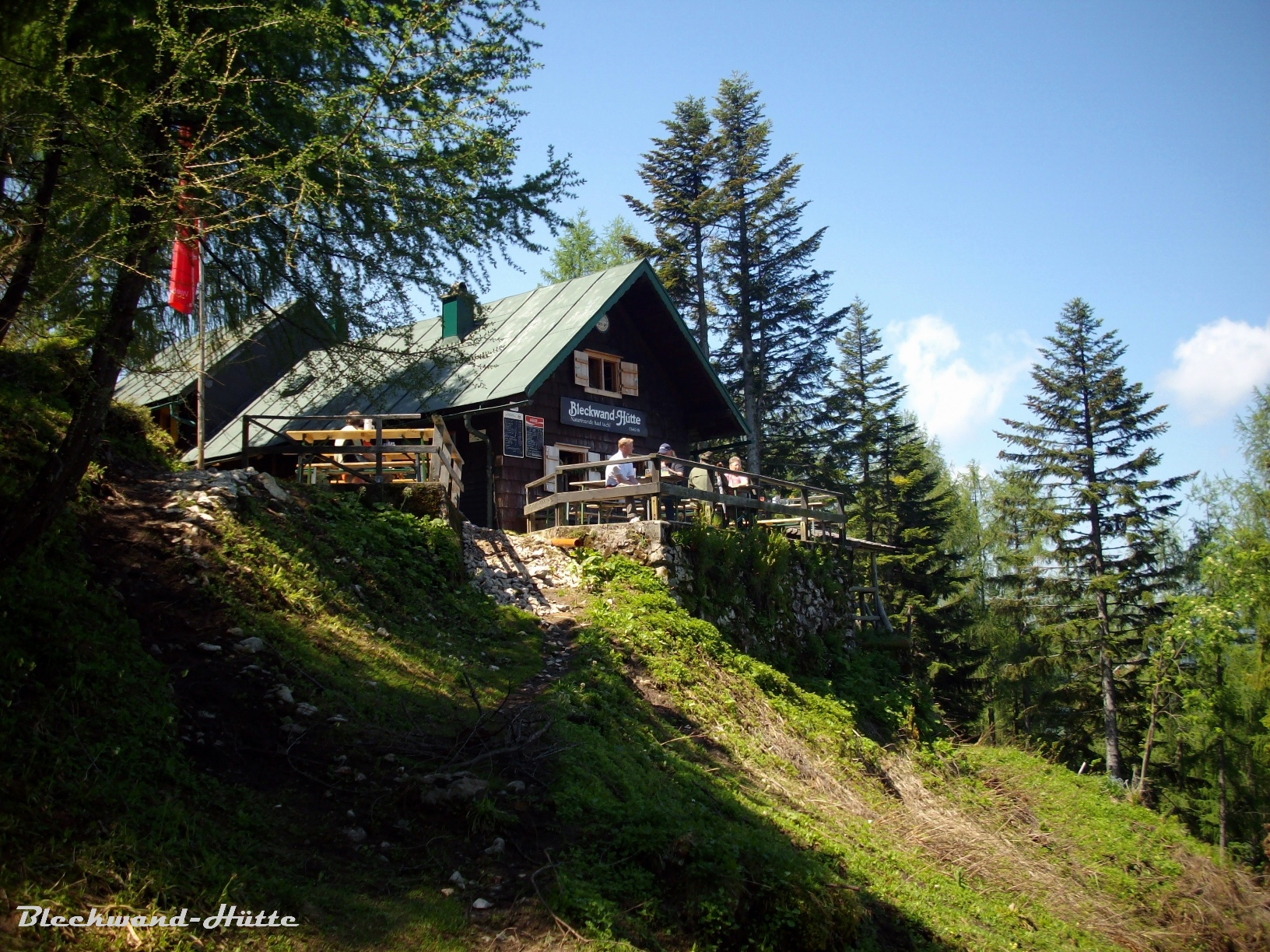
Alte Bleckwandhütte

Etwas westlich der Bleckwand befindet sich auf 1340 Meter das Naturfreundehaus Bleckwandhütte. Weiter südlich liegen die Illighütte und die Welzlerhütte.

## Besteigung
Die Bleckwand kann über einen leichten Wanderweg erreicht werden. Eine gängige Tour startet an der Welzlerhütte. Von dort aus geht es auf dem Weg Nr. 32 in ca. 45 Minuten hoch zur Bleckwandhütte. Weiter geht es auf dem Weg Nr. 875 in weiteren 45 Minuten zum Gipfel der Bleckwand. Der Abstieg erfolgt in weiteren 45 Minuten über den Weg Nr. 31, der wieder an der Welzlerhütte endet.